# Mitch Pileggi
Mitch Pileggi, född 5 april 1952 i Portland, Oregon, är en amerikansk skådespelare.
Pileggi är mest känd för sin roll som Walter Skinner i TV-serien Arkiv X. 

## Biografi
Pileggi började sin karriär med små roller i B-filmer och gästspelade i TV-serier som Dallas, Maktkamp på Falcon Creast och China Beach.
Efter att ha gästspelat som Walter Skinner i Arkiv X i den första säsongen 1994 blev han tillfrågad att spela i flera avsnitt i säsong 2. Hans karaktär i serien blev gradvis den viktigaste utöver de två huvudkaraktärerna och han förblev kvar till serien slutade 2002.
Mellan 2005 och 2008 hade Pileggi en återkommande roll i Stargate Atlantis som överste Steven Caldwell.
Han har även medverkat i ett antal avsnitt i serien Sons of Anarchy där hans roll är Ernest Darby, ledare för en lokal nynazistisk rörelse, Nords, som tillverkar och säljer metamfetamin och även bedriver prostitution i utkanten av staden Charming där motorcykelklubben Sons of Anarchy - Redwood Chapter håller till och hindrar Nords från att distribuera innanför stadens gränser. Darby med sitt gäng gör dock allt i sin makt för att försöka driva ut Mc-gänget ur staden för att ta kontrollen.

## Filmografi (urval)
- 1983–1990 – Dallas (TV-serie) (4 avsnitt)
- 1985 – The A-Team (TV-serie) (1 avsnitt)
- 1987 – Death Wish 4: The Crackdown
- 1987 – Maktkamp på Falcon Crest (TV-serie) (2 avsnitt)
- 1989 – China Beach (TV-serie) (1 avsnitt)
- 1989 – Maktkamp på Falcon Crest (TV-serie) (1 avsnitt)
- 1989 – Shocker
- 1992 – Basic Instinct – iskallt begär
- 1994–2002 – Arkiv X (TV-serie) (81 avsnitt)
- 1995 – En vampyr i Brooklyn (okrediterad)
- 1995 – Models Inc. (TV-serie) (1 avsnitt)
- 1998 – Arkiv X: Fight the Future
- 1998 – Myrorna anfaller!
- 1998 – Walker, Texas Ranger (TV-serie) (1 avsnitt)
- 1999 – That '70s Show (TV-serie) (1 avsnitt)
- 2000 – Batman Beyond (TV-serie) (röstroll, 1 avsnitt)
- 2002 – Dharma & Greg (TV-serie) (1 avsnitt, som sig själv)
- 2003–2005 – Law & Order: Special Victims Unit (TV-serie) (2 avsnitt)
- 2005–2009 – Stargate Atlantis (TV-serie) (22 avsnitt)
- 2005 – Nip/Tuck (TV-serie) (1 avsnitt)
- 2005–2007 – The Batman (TV-serie) (röstroll, 13 avsnitt)
- 2005 – Vita huset (TV-serie) (1 avsnitt)
- 2006 – CSI: Crime Scene Investigation (TV-serie) (1 avsnitt)
- 2006–2007 – Day Break (TV-serie) (12 avsnitt)
- 2007 – Cold Case (TV-serie) (1 avsnitt)
- 2007–2012 – Grey's Anatomy (TV-serie) (9 avsnitt)
- 2007 – Reaper (TV-serie) (1 avsnitt)
- 2008 – Arkiv X: I Want to Believe
- 2008 – Brothers & Sisters (TV-serie) (3 avsnitt)
- 2008–2013 – Sons of Anarchy (TV-serie) (14 avsnitt)
- 2008–2011 – Supernatural (TV-serie) (8 avsnitt)
- 2009 – In Plain Sight (TV-serie) (1 avsnitt)
- 2009–2010 – Medium (TV-serie) (4 avsnitt)
- 2012–2014 – Dallas (TV-serie) (35 avsnitt)
- 2015 – Blue Bloods (TV-serie) (1 avsnitt)
- 2016–2018 – Arkiv X (TV-serie) (10 avsnitt)
- 2017 – Transformers: The Last Knight
- 2019 – NCIS (TV-serie) (2 avsnitt)
- 2019 – The Rookie (TV-serie) (1 avsnitt)
- 2019–2020 – Supergirl (TV-serie) (4 avsnitt)
- 2021–2024 – Walker (TV-serie) (69 avsnitt)